# Ickorrbotten
Ickorrbotten is een plaats in de gemeente Ludvika in het landschap Dalarna en de provincie Dalarnas län in Zweden. De plaats heeft 50 inwoners (2005) en een oppervlakte van 9 hectare. De plaats ligt 5 kilometer ten noorden van de stad Ludvika.